# Chiến dịch đổ bộ quần đảo Kuril
Chiến dịch đổ bộ quần đảo Kuril  là một chiến dịch quân sự của Liên Xô ở Mặt trận Thái Bình Dương tấn công Nhật Bản trong những ngày cuối cùng của cuộc chiến tranh thế giới thứ hai và là một phần của Chiến dịch Mãn Châu (1945) khi Hồng quân tiến công Nhật Bản ở Đông Bắc Trung Quốc.

## Lực lượng 2 bên
Chiến dịch bắt đầu từ ngày 18/8/1945 có sự tham gia của trung đoàn bộ binh số 37 do trung tướng A.S. Ksenofontov và (ông cũng chính là người chỉ huy chiến dịch) chỉ huy và trung đoàn số 16 chỉ huy bởi trung tướng L. G. Cheremisov,ngoài ra,còn có sự hỗ trợ hậu cần từ tiểu đoàn số 2 do thiếu tướng A.R.Gnechko chỉ huy.Ngoài lực lượng hải quân và lục quân tham gia còn có sự tham gia của sư đoàn lính dù 128.Căn cứ quân sự Petropavlovsk trên lãnh thổ Liên Xô tham gia làm vùng tập trung quân và tàu đổ bộ Xô Viết.
Lực lượng của quân Nhật Bản gồm sư đoàn bộ binh số 91 đóng quân trên 4 đảo Shiashkotan, Paramushir, Shumshu, và Onekotan,sư đoàn bộ binh số 42 (đảo Shimushiro),trung đoàn số 41 (đảo Matua),lữ đoàn 129 (đảo Urup),sư đoàn bộ binh số 89 (đảo Iturup và Kunashiri).Tất cả các đơn vị trên đều dưới quyền chỉ huy của trung tướng Tsutsumi Fusaki.

## Diễn biến

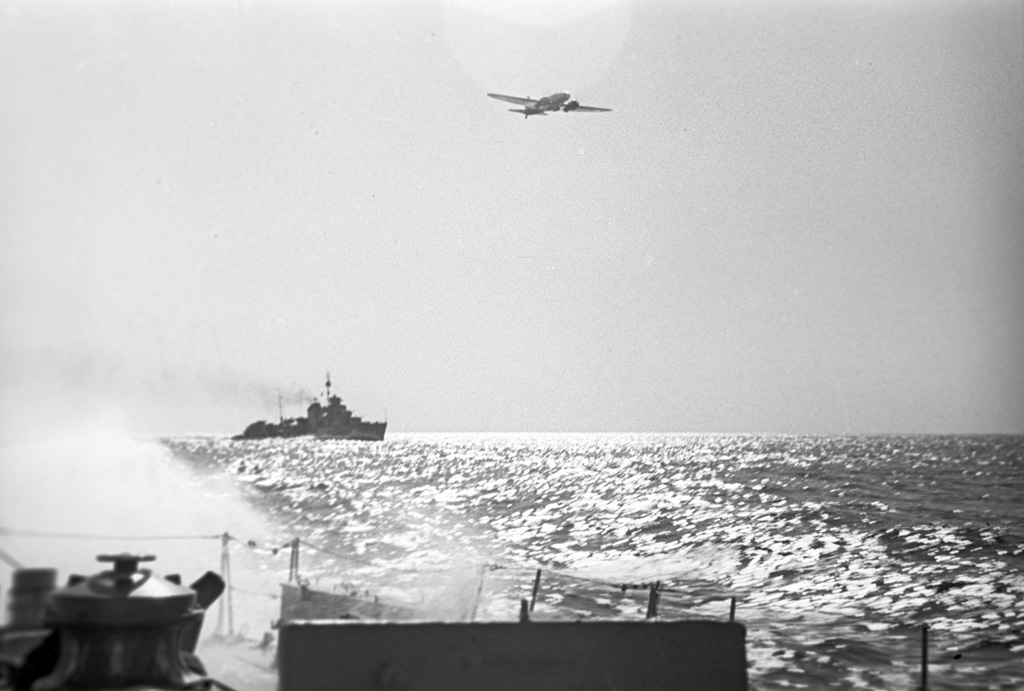
Hạm đội Thái Bình Dương (Liên Xô) triển khai đổ bộ lên quần đảo Kuril và ven biển Bắc Triều Tiên

Nhiệm vụ đổ bộ chiếm đóng các đảo Bắc và Trung Kuril được giao cho Quân khu Kamchatka và lực lượng Hải quân tại Petropavlovsk. Hoạt động đổ bộ được tiến hành trong những điều kiện khó khăn do thời gian chuẩn bị chỉ có 2 ngày. Trong khi đó, quần đảo được phòng thủ bởi trên 80.000 quân Nhật Bản, vững chắc nhất là đảo Shimushu gần bán đảo Kamchatka.
Ý đồ của chiến dịch là chiếm Shimushu làm đầu cầu cho các cuộc đổ bộ tiếp theo sau lên các đảo Paramushiru và Onekotan. Ngày 18 tháng 8, sau một đợt bắn phá vào Bắc Shimushu như thường lệ (vốn được tiến hành thường xuyên nhiều ngày trước đó) bởi các khẩu đội pháo duyên hải tại mũi Lopatka ở cực Nam bán đảo Kamchatka, tàu đổ bộ được che phủ bởi sương mù dày đặc đã tiếp cận hòn đảo. Lực lượng phòng thủ trên đảo bị bất ngờ; hai tuyến phòng ngự dọc bờ biển bị chiếm trong hành tiến, tuy nhiên, vẫn tiếp tục tổ chức kháng cự cho đến khi Đại Bản doanh Quân đội Nhật Bản ra lệnh buông vũ khí. Ngày 21 tháng 8, đảo Shimushu và Paramushiru đã nằm trong tay Quân đội Liên Xô.
Sau khi lệnh đầu hàng được công bố,23/8/1945,lực lượng 20.000 quân đồn trú còn lại của Quân đội Nhật Bản trên các đảo còn lại đều không kháng cự, chỉ chờ các đội đổ bộ của Liên Xô đến và giao nộp vũ khí. Do đó, Quân đội Liên Xô lần lượt tiếp nhận đầu hàng ở các đảo: Onekotan và Shasukotan vào ngày 24 tháng 8, Matsuwa và ngày 26 tháng 8, Shimushiru ngày 28 tháng 8, Uruppu ngày 31 tháng 8. Phần Nam của quần đảo Kuril do Quân đoàn 87 từ Nam Sakhalin đổ bộ tiếp quản: đảo Etorofu vào ngày 28 tháng 8, Kunashiri vào ngày 1 tháng 9. Sau khi Đế quốc Nhật Bản chính thức đầu hàng, Quân đội Liên Xô còn tiếp tục đổ bộ lên nhóm đảo đá Habomai và chỉ hoàn tất vào ngày 5 tháng 9.
1/9/1945,toàn bộ quân Nhật trên quần đảo Kuril và lực lượng đóng quân trên đảo Sakhalin (thuộc Nga) đã đầu hàng vô điều kiện.

## Kết quả

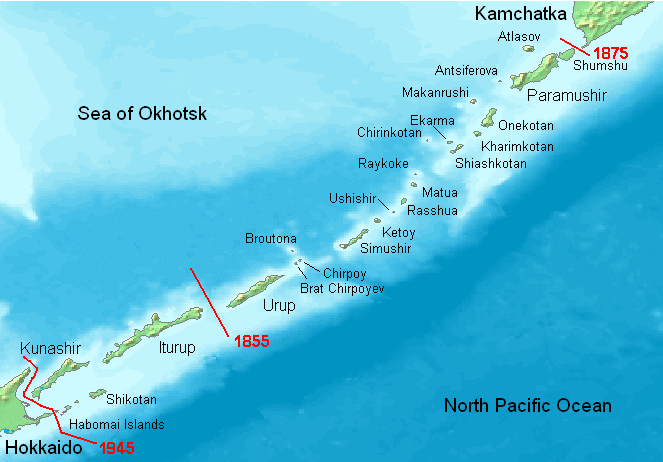
Quần đảo Kuril

Thương vong của quân Xô viết là 1567 còn quân Nhật là 1018, 50 422 lính Nhật còn lại bị bắt.Chiến thắng của Hồng quân Liên Xô tại quân đảo Kuril nói riêng và sự tham chiến của Hồng quân nói chung tại Mãn Châu đã góp phần làm cho Đế quốc Nhật Bản nhanh chóng đầu hàng quân đồng minh trước đại diện là Quân đội Hoa Kỳ ngày 14/8/1945 tại Vịnh Tokyo.
Theo Hiệp ước Hòa bình San Francisco được ký và thông giữa các lực lượng thuộc phe Đồng minh là Australia, Canada, Ceylon (nay là Sri Lanka, Pháp, Indonesia, Vương quốc Hà Lan, New Zealand, Pakistan, Philippines, Anh Quốc, và Hoa Kỳ (còn Liên Xô từ chối ký Hiệp ước), theo Hiệp ước, Nhật Bản phải từ bỏ tất cả tuyên bố chủ quyền trên Quần đảo Kuril, nhưng cũng không công nhận chủ quyền của Liên Xô trên quần đảo. Nhật Bản hiện cho rằng ít nhất có một vài hòn đảo tranh chấp không phải là một phần của Quần đảo Kuril, do đó không thể áp dụng Hiệp ước. Nga cho rằng chủ quyền của Liên Xô đối với quần đảo đã được công nhận tại các thỏa thuận sau khi kết thúc Chiến tranh thế giới thứ hai.. Do các hành động quân sự gây chiến trên khắp thế giới,Nhật Bản đã bị cộng đồng quốc tế trục xuất khỏi toàn bộ lãnh thổ mà họ đã đóng chiếm trên thế giới (chỉ trừ lãnh thổ Nhật Bản).Sau khi lần lượt chiếm được các hòn đảo từ 18/08 đến 01/09/1945, Liên Xô đã đưa cư dân Nhật Bản sang định cư ở vùng Trung Á thuộc Liên Xô hai năm sau đó..
Sau chiến thắng năm 1945,Liên Xô đã đóng chiếm quần đảo Kuril từ đó đến khi tan rã năm 1991.Nga tiếp tục chiếm giữ quần đảo này từ năm 1991 đến bây giờ.Tuy vậy,Nhật Bản vẫn tuyên bố chủ quyền vời quần đảo này từ sau khi bình thường hóa quan hệ với Liên Xô năm 1956 cho đến nay.Về mặt hành chính,Quần đảo Kuril là một quận thuộc tỉnh đảo Sakhalin,Cộng hòa Liên bang Nga và là một phần của Phó tỉnh Nemuro thuộc tỉnh Hokkaidō,Nhật Bản.
Các tranh chấp về chủ quyền dai dẳng về quần đảo Kuril suốt hàng chục năm qua đã làm cho quan hệ Xô-Nhật trước đây và Nga-Nhật bây giờ gặp nhiều bất đồng,trở ngại,tồn tại những vấn đề khó giải quyết.Một vài cuộc đụng độ nhỏ lẻ giữa tàu tuần tra Nga-Nhật và các máy bay chiến đấu Sukhoi Su-27 của Không quân Nga và máy bay F-15 của không quân Nhật Bản đã diễn ra nhưng không xuất hiện xung đột.Năm 2011,Nga còn triển khai cả hệ thống tên lửa phòng thủ bờ biển K-300P Bastion-P tới đây.
Hiện nay,tranh chấp lãnh thổ Nga-Nhật xung quanh quần đảo Kuril là một trong 3 vấn đề về chủ quyền lãnh hải đáng quan tâm nhất của chính phủ Nhật (tranh chấp quần đảo Dokdo/Takeshima Hàn-Nhật,tranh chấp quần đảo Điếu Ngư/Senkaku Trung-Nhật và tranh chấp Quần đảo Kuril Nga-Nhật).